# 푸른 사자 와니니
《푸른 사자 와니니》는 이현이 글을 쓰고, 오윤화가 그림을 그린 동화이다. 2015년 6월 25일에 창비에서 출간되었다.현재8권까지 나왔다.

## 줄거리
마디바 무리에서 태어나 살아가던 와니니는 어느날 자신의 언니 말라이카를 마디바의 말을 듣지않고,단독 행동을 해서 죽게했다는 이유로 무리에서 쫓겨나게 된다. 그리고 그 와중에 다른 여러 사자들을 만나게 된다. 어느덧 두살 반이 된 와니니는 마이샤,바라바라 라는 사자들도 만나게 되고,우연히 '검은땅'의 소식을 듣게 된다. 그리고 다른 사자들(잠보, 말라이카 등)과 함께 검은땅을 차지하게 된다.
그 후 와니니는 수사자 바라바라와 짝을 지어 아기사자 이마라,후루,타야리 를 낳고,말라이카와
잠보 사이에서도 콴자,에우페,아산테가 태어난다.

## 등장하는 인물들(주요 인물)
와니니, 말라이카,마이샤, 마디바,무투,아산테, 잠보,바라바라,나펜데,아산테(말라이카의 아들),후루,웨지